# Grégoire
Grégoire es un actor-compositor-intérprete francés nacido el 3 de abril de 1979 en Senlis, revelado gracias al sitio de internet My Major Company.
De su primer disco "Toi + Moi" (tú y yo) se desprenden 3 sencillos (Toi+Moi, Rue des Etoiles y Ta main) y un cuarto ha sido anunciado, Donne-moi une chance. Con más de 500 000 copias vendidas, se ha convertido en disco de diamante.

## Biografía

### Infancia
Grégoire  nace en Senlis en Oise. Es el último de una familia de cuatro hijos. Quedó tan profundamente marcado por el divorcio de sus padres que sus notas escolares se resintieron duramente.
Desde los 8 años es un gran admirador de The Beatles, Jean-Jacques Goldman, Elton John, Cat Stevens, David Bowie, Léo Ferré, Bruce Springsteen y Jacques Brel. Después de ver un video del concierto de Los Beatles, decide hacerse cantante. Fue uno de sus hermanos quien le enseñó música.
En 2001, uno de sus hermanos murió  en un accidente de coche. 2 años más tarde, otro de sus hermanos se suicido. La canción Ta main (tu mano) fue escrita para ellos.

### Carrera musical

#### Debut con My Major Company
En diciembre de 2007,  Grégoire firma un contrato con la joven compañía My Major Company, la cual permite a los internautas producir al artista. Se convirtió en el primer artista producido por los internautas en Francia.
Su primer álbum fue lanzado el 22 de septiembre de 2008, producido por 347 productores. Durante el videoclip del primer sencillo Toi+moi" aparecen 60 productores, la canción fue rápidamente difunduda por las emisoras de radioñ RTL y NRJ. 
Un segundo sencillo, Rue des étoiles (calle de las estrellas) pasó por la radio a partir de noviembre de 2008, y se lanzó en diciembre.
El videoclip del tercer sencillo; Ta main (tu mano),  fue rodado en marzo de 2009 en el mes de marzo de 2009 con la actriz Inès Sastre.
Finalmente, un cuarto se encuentra en proceso de realización: Nuages (nubes).

## Discografía

### Álbumes
- Título: Toi + Moi
- Año: 2008

Contenido:
1. Ta Main 3'34"
2. Nuages 3'08"
3. Toi + Moi 3'03"
4. Rien à Voir 2'41"
5. Ce qu'il Reste de Toi 3'32"
6. Donne Moi une Chance 3'29"
7. Rue des Étoiles 3'55"
8. Sauver le Monde 3'33"
9. L'Ami Intime 3'09"
10. Prière 3'52"
11. Merci 3'21"

- Título: Le Même Soleil
- Año: 2010

Contenido:
1. Tu me manques 3'17''
2. Soleil 2'53''
3. La Promesse 3'33''
4. Je laisse 3'30''
5. Danse 2'51"
6. Mon repère 3'10''
7. J'avance 2'52''
8. J'adore 3'13''
9. Timide 2'52''
10. Mon enfant 2'41''
11. On s'envolera 2'58''

- Título: Les Roses de Mon Silence
- Año: 2013

Contenido:
1. Les roses de mon silence 2'36''
2. C'est pas l'enfer 2'31''
3. Réveille 3'04''
4. Si tu me voyais 2'57''
5. Viens avec moi 3'14''
6. En souvenir de nous 2'58''
7. Elle est 2'37''
8. Capricieuse 2'54''
9. La plus belle maman 2'27''
10. Dis-moi 3'15''
11. Coup du sort 2'42''
12. Variations 3'16''
13. Je reviendrai te chercher 4'12''
14. Lève-toi 4'04''
15. Tu ne me manques pas 3'24''
16. L'enfance 2'36''
17. Si parfois 2'12''

### Sencillos
- 2008: Toi + Moi
- 2009: Rue des Étoiles
- 2009: Ta Main
- 2009: Nuages
- 2010: Danse
- 2011: La Promesse (featuring Jean-Jacques Goldman)
- 2013: Si tu me voyais
- 2013: Les roses de mon silence
- 2014: Coup du sort
- 2017: C'est quand ?

### Premios
- Nominado a los NRJ Music Awards 2009 en la categoría « revelación francesa del año ».